# Bruno Lejeune
Bruno Lejeune, né le 7 janvier 1963 à Saint-Brieuc, est un ancien joueur français de basket-ball.

## Biographie
Bruno Lejeune entame sa carrière à Saint-Brieuc qui joue alors en N2. Peu à peu Bruno Lejeune grappille du temps de jeu mais aussi améliore ses statistiques. Il passe de 1,7 points en moyenne à 22,6 points lors de sa dernière saison à Saint-Brieuc. Entre-temps, Lejeune est sélectionné en équipe de France junior lors de l'Euro junior de 1982, en Bulgarie. Après avoir fait ses preuves avec le CO briochin, Bruno Lejeune signe un contrat au Racing Paris (N1A) mais l'aventure ne dure qu'une saison et il ne marque pas les esprits. Pour autant, Bruno Lejeune remporte avec son université, Rennes, le championnat de France universitaire (1985-1986).
En 1986, Bruno Lejeune part au CEP Lorient (N1A) et retrouve son basket. De plus, en 1987, il participe au mondial universitaire avec Rennes. Puis à partir de 1988, Lejeune va jouer sous les couleurs du Nantes BC (N1A). Durant trois saisons, il joue au BC Nantes jusqu'en 1991. Le CSP Limoges fait appel à ses services lors de la saison 1991-1992. Il dispute avec le club cercliste, la coupe Saporta et devient vice-champion de France avec Limoges. En 1992, il n'est pas conservé par le CSP et donc s'en va en direction de Cholet. À nouveau, Lejeune dispute la coupe Saporta.
Lejeune termine sa carrière professionnelle au Anjou BC Angers (Pro B, 1993 à 1996) mais il raccroche le basket-ball à la suite de sa saison à Saint-Léonard (1996-1997), en national 3.

## Palmarès
- 1985-1986 : champion de France universitaire avec l’Université de Rennes
- 1991-1992 : vice-champion de France de N1A avec Limoges

## Nominations et distinctions
- 1988-1989 : participe au All-Star Game à Cholet

## Sélections en équipe de France
- International cadet
- International junior
- International universitaire
- International militaire
- International senior avec 18 sélections et 50 points entre 17 juillet 1982 contre la Pologne et le 21 juin 1988 contre les États-Unis[1]

- Participe au Championnat d’Europe junior de 1982 en Bulgarie
- Participe au Championnat du Monde universitaire de 1987 à Zagreb